# Mohsdorf

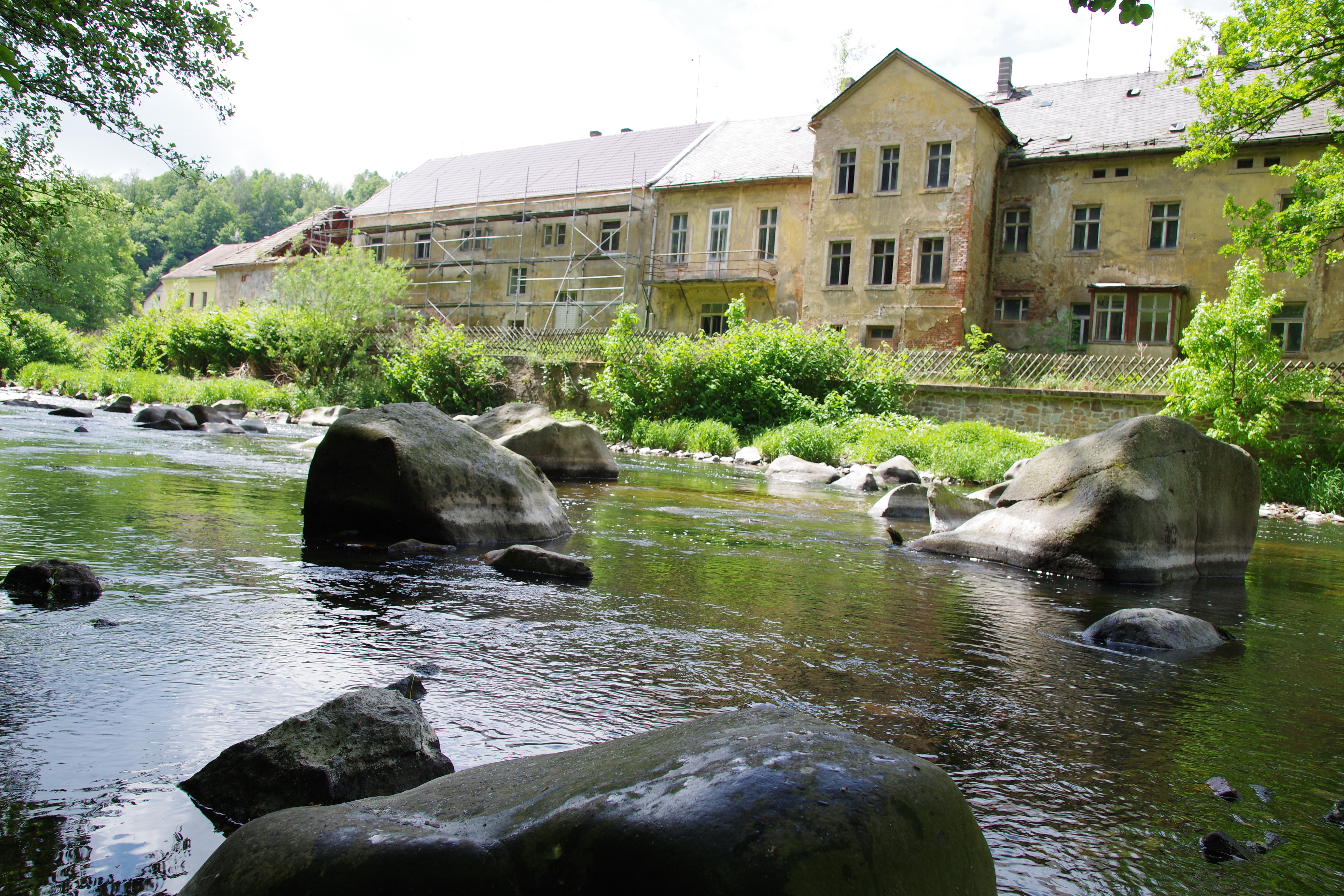
Verfallener Hof im Mohsdorfer Ortsteil Schweizerthal

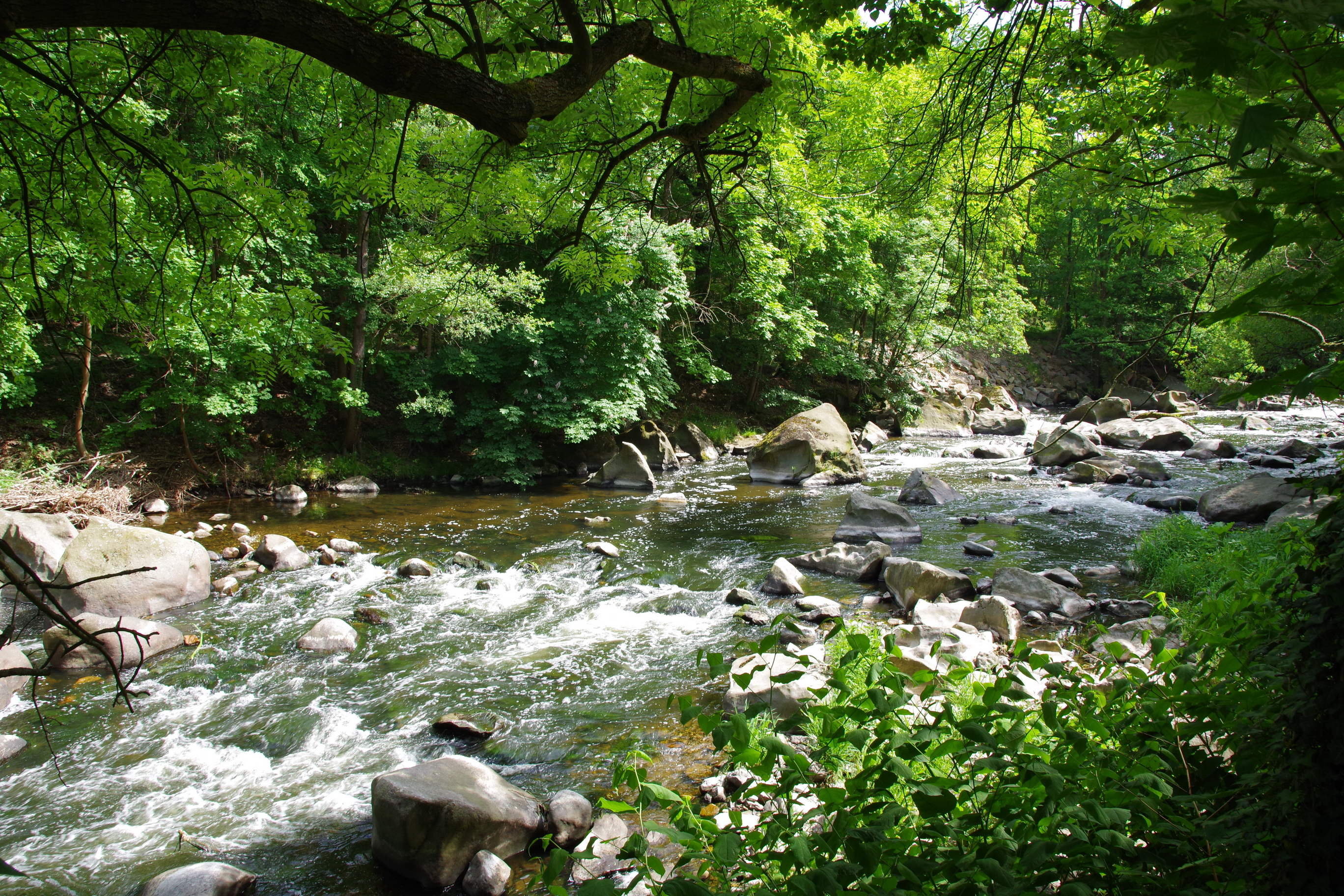
Fluss Chemnitz im Mohsdorfer Ortsteil Schweizerthal

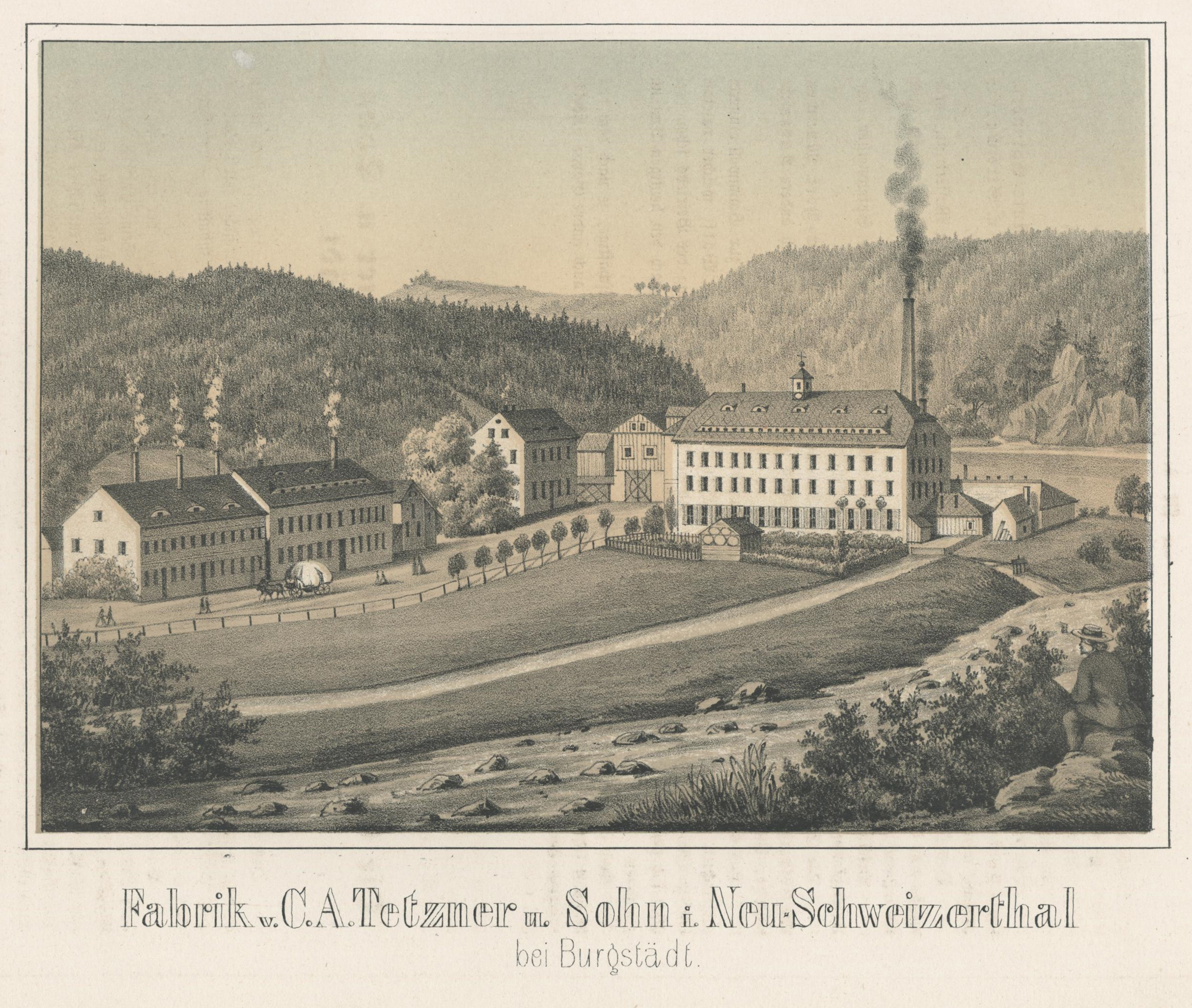
Fabrik von C. A. Tetzner und Sohn in Neu-Schweizerthal 1856

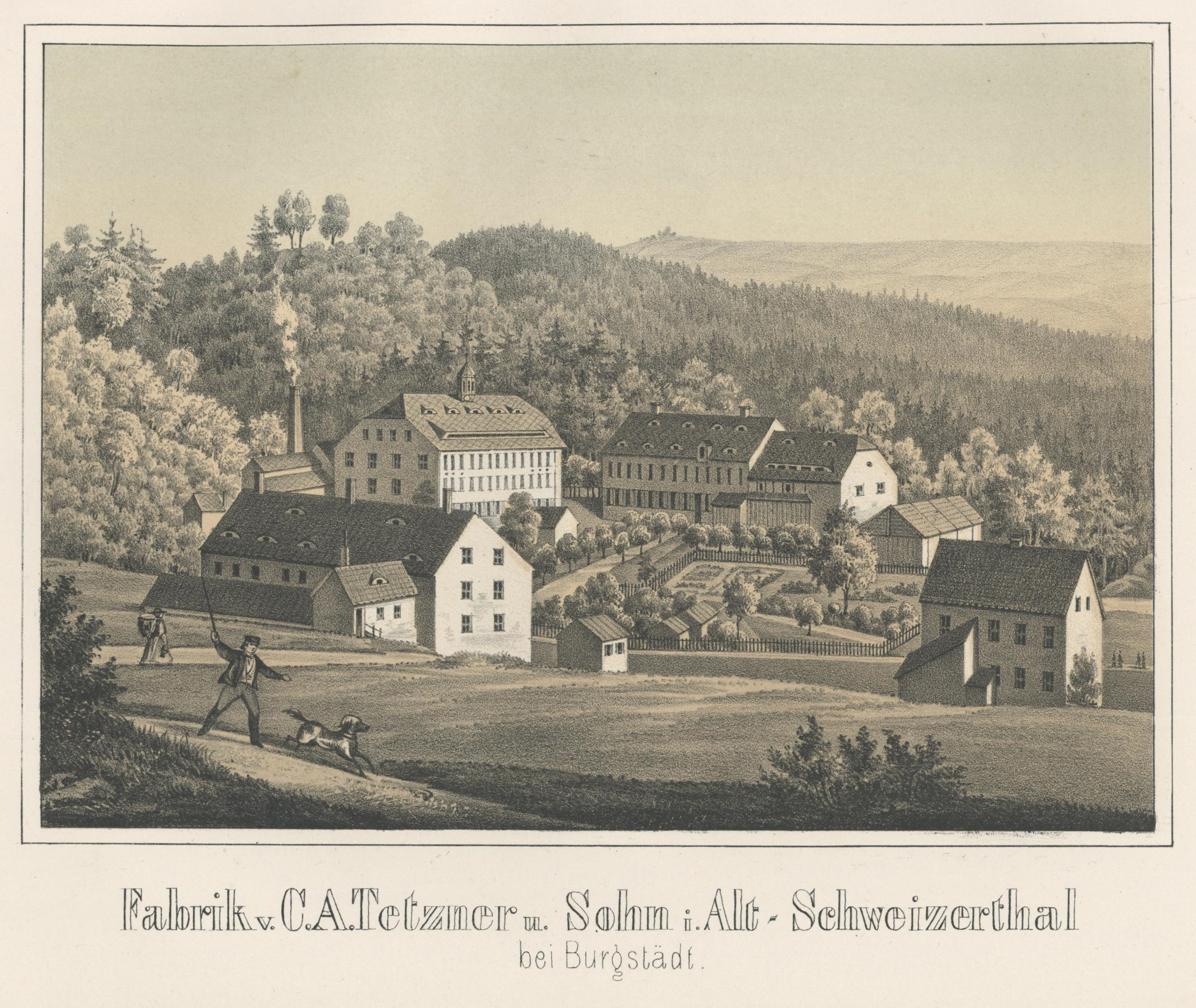
Fabrik von C. A. Tetzner und Sohn in Alt-Schweizerthal 1856

Mohsdorf liegt ca. 15 km nördlich von Chemnitz (Sachsen) zwischen den Flüssen Zwickauer Mulde und Chemnitz. Seit 1. April 1995 ist die ehemalige Gemeinde Mohsdorf mit der Ortslage Schweizerthal Ortsteil der Stadt Burgstädt.

## Geschichte

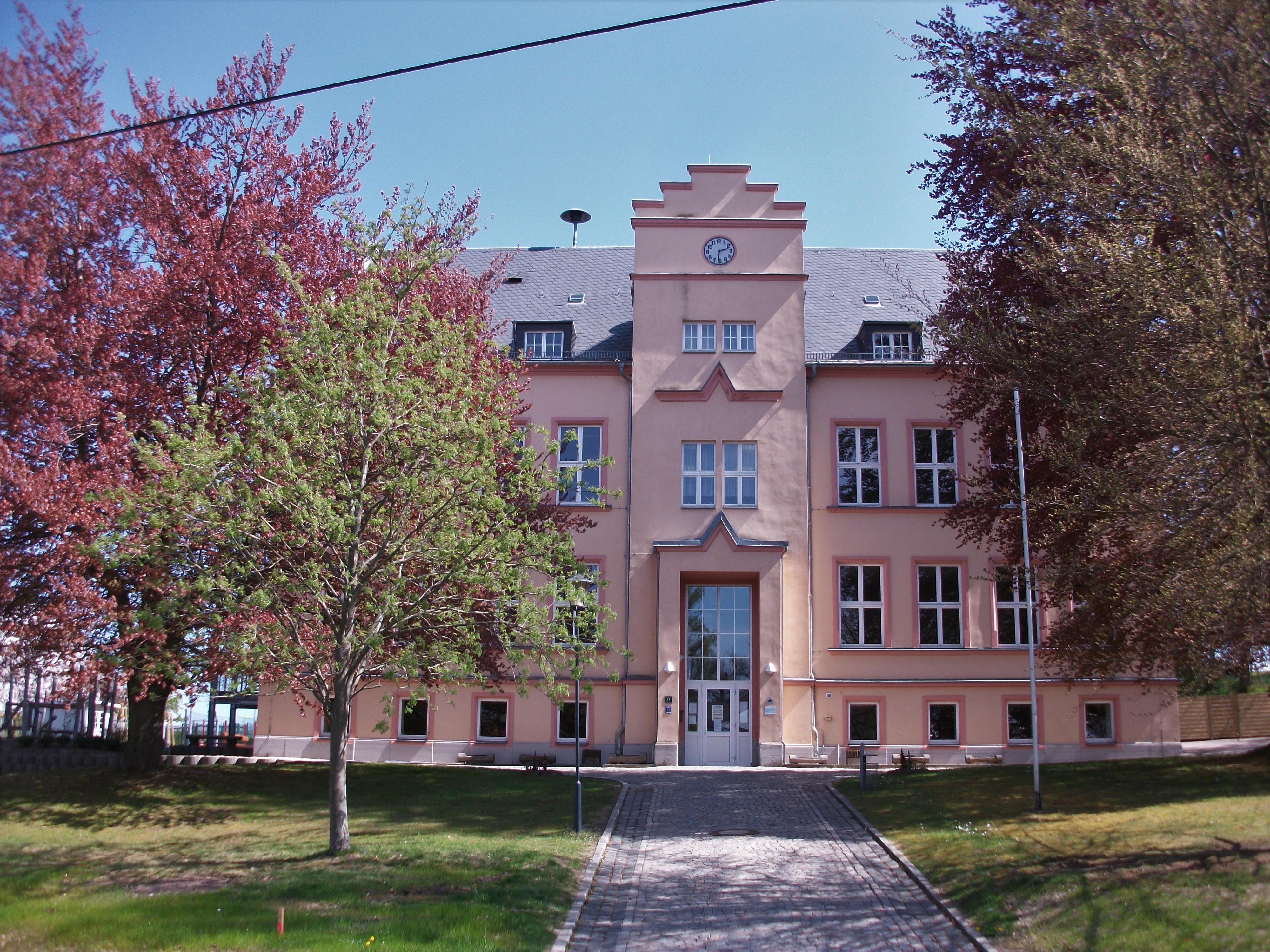
Grundschule Mohsdorf

Folgende ältere Ortsnamen sind urkundlich belegt:
- 1333 Monstorff

- 1412 Monstorff

- 1539 Maßdorff

- 1551 Moßdorf

- 1791 Mohsdorf

- 1875 Mohsdorf (Moosdorf)

Die Herkunft und die ursprüngliche Bedeutung des Namens lassen sich nicht mehr zweifelsfrei feststellen.
Im Gemeindegebiet nördlich der Wohnbebauung von Mohsdorf und Schweizerthal befand sich im Chemnitztal seit 1926 in einer ehemaligen Zwirnerei ein Produktionsstandort des Chemnitzer VEB Fettchemie, vormals Böhme Fettchemie. 1993 übernahm die aus Chemnitz stammende, 1948 enteignete Gründerfamilie der Unternehmensgruppe Zschimmer & Schwarz die Anlage, wo die Tochtergesellschaft Zschimmer & Schwarz Mohsdorf GmbH & Co. KG nun mit mehr als 150 Mitarbeitern Textilhilfsmittel und Phosphonsäuren und Phosphonate herstellt.
Eine Gedenktafel im Chemnitztal erinnert an sieben Mohsdorfer Einwohner, die 1998 beim Seilbahnunfall von Cavalese ums Leben kamen.
Im Jahr 2007 feierte Mohsdorf sein 700-jähriges Bestehen und den einhundertsten Jahrestag der Errichtung der Schule.

## Sport
Der 1879 gegründete Turnverein Mohsdorf zählte zu seinem 25-jährigen Jubiläum 140 Mitglieder. Er wurde im Jahr 1934 von den Nationalsozialisten verboten. 1948 wurde in Trägerschaft des VEB Fettchemie die BSG Chemie Mohsdorf geschaffen. Am 27. Juni 1990 gründete sich zur Ausübung des Sports der "Grün-Weiß" Mohsdorf e. V., welcher die sportliche Tradition fortsetzte.
Einen schweren Verlust erlitt der Verein, als im Februar 1998 sieben Mitglieder beim Seilbahnunglück in Cavalese ums Leben kamen.
Heute zählt "Grün-Weiß" rund 160 Mitglieder, die sich in den Abteilungen Fußball, Ski, Tanzen und Volleyball betätigen. Außerdem gibt es eine Abteilung Cheerleading die als "Dancing Leaves" für Auftritte und Wettkämpfe trainiert.
Regelmäßig stattfindende Sportveranstaltungen sind das Dorf-Sport-Fest (meist 2. Juniwochenende) und der "Lauf der Einheit" am 3. Oktober. Nähere Informationen dazu finden sich auf der Webseite.

## Persönlichkeiten
- Hugo Türpe (1859–1891), Musiker und Komponist
- Heidrun Jänchen (* 1965), Autorin und Physikerin

## Schule
Seit 1907 gibt es in Mohsdorf eine Grundschule.